# حصان أسود (أغنية كيتي بيري)
دارك هورس أو الحصان الأسود هي أغنية منفردة للفنانة الأمريكية كيتي بيري، بمشاركة مغني الراب جويسي جاي، أصدرت الأغنية في 17 ديسمبر 2013. كل من الفنانين اللذين قاما بغناء الأغنية شاركا في كتابة الأغنية مع منتجيها، ماكس مارتن، سيركت، دكتور لوك، بالإضافة إلى سارة هدسون.

## وصلات خارجية
- دارك هورس على يوتيوب